# Плато-де-Петіт-Рош
Плато-де-Петіт-Рош (фр. Plateau-des-Petites-Roches) — муніципалітет у Франції, у регіоні Овернь-Рона-Альпи, департамент Ізер. Плато-де-Петіт-Рош утворено 1 січня 2019 року шляхом злиття муніципалітетів Сен-Бернар, Сен-Ілер i Сен-Панкрасс. Адміністративним центром муніципалітету є Сен-Ілер. Населення — 2415 осіб (01.01.2021).